# Karksi-Nuia
Karksi-Nuia est une ville estonienne de la commune de Mulgi, située dans le comté de Viljandi.

## Géographie
La ville se situe dans le sud du pays, à 25 km de Viljandi. Elle est arrosée par la rivière Halliste sur le cours de laquelle sont établis deux petits lacs.

## Histoire
Au milieu du XIXe siècle, à l'époque de l'Empire russe, un village est créé en Livonie, peuplé d'artisans et d'ouvriers agricoles, baptisé Nuija (nom officiel en allemand qui est alors la langue administrative), autour de l'auberge qui sert de relais de poste et de l'église orthodoxe qui se construit. L'autre zone de peuplement se situe un plus loin, près du domaine seigneurial de Karkus (ancien nom officiel de Karksi, jusque dans les années 1930), et donc plus ancienne. C'est aujourd'hui le village de Karksi, qui dès l'origine était peuplé de paysans estoniens servant au domaine.
En 1987, Nuia fusionne avec une partie de Karksi pour former le bourg (alevik), dénommé Karksi-Nuia, qui obtient le statut de ville en 1993.
La ville est le chef-lieu de la commune de Karksi jusqu'à la réorganisation administrative d'octobre 2017, quand celle-ci fusionne avec Abja, Halliste et Mõisaküla pour former la commune de Mulgi.

## Démographie
La population est en constante diminution. Elle s'élevait à 2 278 habitants en 1999, 1 841 habitants en 2010 et 1 481 habitants en 2020. 

## Culture et patrimoine
- L'église luthérienne actuelle, dédiée à saint Pierre a été construite en 1777, en utilisant les ruines du château fort, et consacrée en 1778.
- L'église orthodoxe date de 1868.
- Un musée est consacré à l'écrivain August Kitzberg qui demeura dans les environs.
- Le manoir date du XVIIIe siècle.